# 勞爾·杜·羅佛瑞
勞爾·路易斯·杜·羅佛瑞（Raoul Louis du Roveray，1879年—1961年），是一名來自英格蘭的男子羽球運動員。
勞爾·杜·羅佛瑞出生於布倫特福德。1920年，他與阿奇巴爾德·恩格爾巴赫一起贏得全英羽球錦標賽的男子雙打冠軍。
他在為米德爾塞克斯隊效力時，獲邀加入英格蘭隊。